# 민무질
민무질(閔無疾, ? ~ 1410년 3월 17일)은 조선시대 초기의 무신이자 외척으로 민변의 손자이고 민제의 아들이며 원경왕후와 민무구의 동생이자 민무휼·민무회의 형이며 본관은 여흥이다.
1370년 아버지 민제와 어머니 송씨 사이에서 민씨형제의 차남으로 태어났다.
제1차 왕자의 난에 공을 세워 좌명공신 1등으로 여성군에 피봉되고, 1403년 예문관 총제로서 왕명에 따라 <시전>을 자본으로 하여 구리로 활자 수십만 자를 주조하였다.
일찍이 정도전의 음모 사실을 태종에게 밀고한 바 있었으나 후에 1410년 이화 등의 탄핵을 받아 장단에 유배된 뒤 형 민무구와 함께 사약을 받아 죽었다.

## 가족 관계
- 할아버지 : 민변(閔忭, ? ~ 1377)
- 아버지 : 민제(閔霽, 1339 ~ 1408)
- 어머니 : 부부인 여산송씨
- 형 : 민무구(閔無咎, 1369년 ~ 1410년 3월 17일)

```
 조카 : 민추
```

- 동생 : 민무휼(閔無恤, ? ~ 1416년1월13일)
  - 조카 : 민씨
  - 사위 : 심준 소헌왕후의 동생이자 영의정 심온의 아듵
  - 조카 : 민씨
- 동생 : 민무회(閔無悔, ? ~ 1416년1월13일)

```
 조카 : 민뇌
```

- 누이 : 원경왕후

```
 배우자 : 정경부인 청주한씨
 장남 정귀당 사복시정 민촉
 손자 : 민연은
 손자 : 민기
 손자 : 민홍
 손자 : 민섭
차남 : 부사정 민삼
 손자 : 증 호조참의 민희념
 증손자 : 현령 민변
 증손자 : 민무
현손 : 수의부위 민응정
5대손 : 증 병조참판 민협
6대손 : 증 공조참판 민종의
삼남 : 민분
손자 : 현감 민오
```

## 민무질이 등장하는 작품
- 《세종대왕》(KBS, 1973년, 배우:곽경환)
- 조선왕조 500년 제1화《추동궁마마》(MBC, 1983년, 배우:문회원)
- 《용의 눈물》(KBS1, 1996년~1998년, 배우:나한일)
- 《대왕 세종》(KBS, 2008년~2008년, 배우:이경영)
- 《정도전》(KBS1, 2014년~2014년, 배우:김주환)
- 《조선구마사》(SBS, 2021년 배우:백성철)
- 《태종 이방원》( KBS1, 2021년~2022년, 배우:노상보)
- 《원경》( tvN, 2025년, 배우:김우담)

## 같이 보기
- 민제
- 원경왕후
- 민무휼
- 민변